# Mapa Pruska z roku 1827
Mapa Pruska z roku 1827 je mapa vytvořená v Berlíně a znázorňuje území Pruska v polovině 19. století, konkrétně roku 1827. Na tvorbě mapy se podíleli autoři F. von Döring, Simon Schropp a Heinrich Kliewer. Mapa zachycuje jazykové rozvrstvení pruského území, jednotlivé jazykové skupiny jsou barevně rozlišeny. Celé mapové dílo je psáno v německém jazyce. Účel mapy není znám, samotný autor totiž vystupuje pouze pod iniciály.

## Popis
Mapa je vykreslena na listu o velikosti 55,9 x 79,5 cm, samotná mapa však zabírá plochu o rozměrech 47 x 68,5 cm. Mapa poskytuje vysvětlivky, které jsou nalepené na spodním okraji mapy (jednotlivé jazykové skupiny), v levém horním rohu se nachází jméno autora, rok a místo vydání a jaké nakladatelství mapu vydalo (Simon Schropp et Comp.). Měřítko není zobrazeno standardně číslicemi, ale je psáno slovy, což není u mapy běžné (měřítko 1:600 000), je zde však poznámka, že na mapě je 1 dm osm mílí oproti tomu mapa neobsahuje směrovou růžici. Na mapě můžeme dále nalézt znázornění pro hlavní cesty, vedlejší a venkovské cesty. Jelikož na mapě můžeme nalézt názvy hor, pohoří, řek i moří, dalo by se předpokládat, že mapa sloužila k naučným (praktickým) účelům.

## Historie
Počátkem 19. století byly německé země rozděleny do mnoha územních jednotek v rámci Svaté říše římské. Po porážkách Napoleonem byla Svatá říše římská zrušena pro udržení míru. Během napoleonských válek ztratilo Prusko značná území jak na východě, tak na západě. Po porážce Francie získalo Prusko zpět, díky Vídeňskému kongresu, západní část varšavského velkoknížectví, severní polovinu Saska včetně Dolní Lužice a severovýchodní poloviny Horní Lužice, a celé Porýní a Vestfálsko. Na Vídeňském kongresu byl též založen Německý spolek, který zahrnoval 10 pruských provincií (např. Sasko, Slezsko, Braniborsko). Prusko však nebylo dominantní mocností.
Po napoleonských válkách se umocňovala myšlenka na sjednocení Německa. Objevily se tři návrhy sjednocení: maloněmecká koncepce („malé Německo“), velkoněmecká koncepce („velké Německo“), koncepce třetího Německa. S nárůstem nacionalismu, který zprvu byl podmíněn vzdorem proti francouzské nadvládě, se postupně vyvíjela i myšlenka na moderní a fungující německý stát. Proběhla řada manifestací, ale rakouský kníže kancléř Metternich vždy tvrdě zakročil. Roku 1832 se konala velká národní manifestace v bavorském Hambachu, která zapříčinila revoluci a následný pád Metternicha v roce 1848.
Řada vojenských úspěchů vedla k příznivým podmínkám pro sjednocení. Situaci využil pruský kancléř Otto von Bismarck. Roku 1871 byla vybrána maloněmecká koncepce, to znamená bez Rakouska. Utvoření silného státu ve středu Evropy mělo dopad ještě řadu let.

## Dělení mapy podle jazyků
Celé území Pruska se podle této mapy dělí na germánské (světle a tmavě modrá), slovanské (různé barvy) a francouzské (oranžová) jazykové oblasti. Největší zastoupení mají jazyky germánské, ty autor dělí do 2 skupin:
- dolnosaský jazyk (niedersächsischer Dialekt)
- hornosaský jazyk (obersächsischer Dialekt)

Další početnou skupinou jsou slovanské jazyky:
1. polština (Polnische Sprache) – žlutá
2. litevština (Litthauische) – růžová
3. kurština (Kurische) –
4. čeština (Böhmische) – zelená
5. lužická srbština (Wendische) – světle hnědá
6. kašubština (Kaschubische) – tmavě hnědá

Poslední zastoupenou jazykovou skupinou je francouzština, resp. valonština (Wallonischer Dialekt) ve francouzských koloniích – většina velkých měst např.: Berlín, Frankfurt, Strasburg, Brandenburg apod.
Dále jsou na mapě vyznačeny zámky, přístavy, majáky, pevnosti, tvrze, osady a vesnice. Každý z uvedených má svůj grafický symbol. Dále tu autor rozlišuje tři druhy hranic:
1. hranice horní prezidentské oblasti
2. hranice vládních oblastí
3. okresní hranice

## Zajímavosti
Zajímavostí je, že mapa ukazuje tehdejší počet obyvatel v Berlíně, který v té době činil 30 000 obyvatel, což je méně než setina dnešního počtu 3,4 milionu. Mapa se zachovala ve velmi dobrém stavu.